# Adam and the Ants
Adam and the Ants — британський рок-гурт, заснований 1977 року в Лондоні.

## Історія гурту
Гурт Adam and the Ants було створено 1977 року колишніми учасниками колективу B-Sides. До першого складу увійшли співак та гітарист Адам Ант (спражнє ім'я Стюарт Леслі Годдард), гітарист Лестер Сквер, бас-гітарист Енді Воррен та барабанщик Пол Фленеган. З 1977 по 1979 року учасниками гурту були Марк Раян (Марк Гомон), Джордан (Памера Рук), Кенні Морріс, Дейв Барб (Девід Барбаросса), Джонні Бівуак, Метью Ешман та Лі Горман. Їхня музика нагадувала Sex Pistols, а концертні виступи містили елементи садомазохізму. 1979 року гурт випустив студійний альбом Dirk Wears White Sox.
1980 року Барбаросса, Ешман та Горман залишили Adam and the Ants, створивши гурт Bow Wow Wow. У відповідь Адам Ант зібрав новий склад колективу, до якого увійшли Марко Пірроні, Кевін Муні, Террі Лі Міалл (Террі Дей) та Меррік (Крістофер Г'юз). Стилістика гурту повністю змінилася: замість панк-року та елементів бондажу, Ант виступав в яскравих костюмах, розмальовуючи обличчя як індіанець, а їхня музика містила бурундійські барабани. 1981 року гурт випустив альбом Prince Charming. Їхні пісні — зокрема «Ant Music», «Stand and Delivery», «Prince Charming», «Ant Rap» — посідали високі місця в британських чартах попмузики.
1982 року Адам Ант оголосив про розпуск гурту та початок сольної кар'єри, продовживши співпрацю з Пірроні як автором пісень. Г'юз зосередився на роботі продюсера та відзначився, зокрема, співпрацею з Tears for Tears.